# تنه اره‌ای
اصطلاح تنه اره‌ای Sawlog چوبی است با اندازه مناسب برای اره کردن به چوب که در کارخانه چوب‌بری پردازش می‌شود. این برخلاف سایر قسمت‌های ساقه است که چوب خمیری نامیده می‌شوند. تنه اره‌ای از نظر قطر بیشتر، صاف‌تر و فرکانس گره کمتری خواهند داشت.
اره‌ها اغلب از انتهای ساقه می‌آیند و از نظر مالی با ارزش‌ترین بخش درخت هستند.